# Portland (Pays-Bas)
Pour les articles homonymes, voir Portland.
Portland est un village de la commune néerlandaise d'Albrandswaard, dans la province de la Hollande-Méridionale, considéré comme un quartier de Rhoon.